# 세계 식량 가격지수
세계 식량 가격지수(FAO Food Price Index)는 식량 농업 기구(FAO)에서 1990년부터 곡물·유지류·육류·낙농품 등 55개 주요 농산물의 국가가격동향을 점검해 매월 발표하고 있는 가격지수이다. 2002년부터 2004년까지 가격평균을 100으로 잡은 상대적인 수치를 나타낸다.